# 三浦隆夫
三浦 隆夫（みうら たかお、1938年11月25日 - ）は、日本の文筆家。

## 略歴
北海道生まれ。1961年同志社大学文学部英文科卒。
大学卒業後京都新聞社に入り、90年編集委員、論説委員を経て96年退職、西本願寺中央仏教学院卒。この間、京都教育大学附属小学校で臨時用務員を務め、『私、用務員のおっちゃんです』を書いた。

## 著書
- 『都のべからず物語』藤原みてい絵 京都新聞社 1995
- 『一燈園西田天香の生涯』春秋社 1999
- 『私、用務員のおっちゃんです』2000 小学館文庫
- 『京都ことわざ散歩』藤原みてい絵 京都新聞社 2000

### 共編著
- 『都の花がたみ 心なごむ花と人間のドラマ』京都新聞社共編 京都新聞社 1991
- 『都の数えうた』京都新聞社編　井村定雄共著 京都新聞社 1992
- 『東山三十六峰を歩く 面白の花の都や』京都新聞社共編 京都新聞社 1995
- 『能百番を歩く』杉田博明共著 京都新聞出版センター 2004
- 『爆笑!パロディー百人一首』藤原みていカルタ絵 京都新聞出版センター 2006